# Ernst Kaltenbrunner
Ernst Kaltenbrunner (* 4. Octubre de 1903 Ried im Innkreis, Alta Àustria ; † 16 Octubre de 1946 Nuremberg) va ser un destacat líder nacionalsocialista, primer a Àustria i més tard al Reich nacionalsocialista alemany, on va esdevenir un alt funcionari de les SS i des de 1943 fins al final de la guerra cap de la Policia de Seguretat i SD, així com cap de la Oficina principal de seguretat del Reich (RSHA).
Kaltenbrunner va ser una de les 24 persones acusades en els judicis de Nuremberg contra els principals criminals de guerra davant el Tribunal Militar Internacional. L'1 d'octubre de 1946 va ser declarat culpable de dos de cada tres càrrecs, condemnat a mort per penjament i el 16 d'octubre va ser executat.

## Vida

### Joventut i formació
Ernst Kaltenbrunner era fill de l'advocat Hugo Kaltenbrunner i la seva dona Therese. Va passar la seva escola primària i la seva joventut a Raab i després de traslladar-se a un institut (Realgymnasium) a Linz. Després de graduar-se a l'escola secundària l'any 1921, Kaltenbrunner va començar a estudiar química a la Universitat Tècnica de Graz, però aviat es va canviar a dret i es va doctorar el 1926. El 1921, mentre era estudiant, esdevingué membre de l'associació estudiantil ultraconservadora (Burschenschaft) Arminia Graz, de la qual fou cavaller senyor fins a la seva mort.

### Carrera durant el nazisme
Després d'acabar els seus estudis, va completar la seva carrera d'advocacia i va ser empleat per un conegut bufet d'advocats a Linz fins a l'estiu de 1929. Tanmateix, Kaltenbrunner no es va integrar a la vida civil, sinó que va treballar en grups paramilitars com el Heimatschutz austríac. De fet, des de l'estiu de 1929 va treballar-hi a temps complet. No obstant això, com que no perseguien amb prou vigor el principal objectiu polític, l'annexió d'Àustria al Reich alemany, Kaltenbrunner es va passar el 18 d'octubre de 1930 al NSDAP (membre amb el número 300.179) i es va unir el 31 d'agost de 1931 a les SS (amb el número 13.039). Des de 1932 va treballar al bufet d'advocats del seu pare. Es va convertir en assessor legal de la Secció VIII de les SS (Linz) i es va fer un nom com a defensor dels membres del partit empresonats. En els anys anteriors a l'annexió d'Àustria al Reich alemany, també va actuar com a periodista al servei de Heinrich Himmler. Kaltenbrunner va proporcionar al Reichsführer SS informació sobre la situació política a Àustria.
El 14 de gener de 1934 es va casar amb Elisabeth Eder (* 20 octubre de 1908, Linz, Alta Àustria; † 20 maig de 2002, Linz), que també era membre del NSDAP. El matrimoni va tenir tres fills: Hansjörg (1935-2007), Gertrud (* 1937) i Barbara (* 1944). Amb la seva amant de molt de temps Gisela Wolf (* 27. juny de 1920, Wittenberg a l'Elba; † 2 juny de 1983, Múnic; nascuda Gisela Margarete Wilhelmine Comtessa de Westarp ) va tenir dos fills més, els bessons Úrsula i Wolfgang, nascuts el 12 de març de 1945.
Després que el NSDAP fos prohibit a Àustria el juny de 1933, Kaltenbrunner va continuar treballant il·legalment per al partit. Després del fracassat cop de juliol de 1934, va ser empresonat durant uns mesos al camp de detenció de Kaisersteinbruch i després va ser condemnat a deu mesos de presó per alta traïció. En sortir de la presó va ser secretari d'Anton Reinthaller. El 1935 Kaltenbrunner es va convertir en líder de la Secció VIII secreta de les SS (amb base a Linz).

De la mà del funcionari nacionalsocialista austríac Arthur Seyss-Inquart, ràpidament va ascendir a les primeres files de l'ala austríaca del partit. Seyss-Inquart va propagar una política de dissolució silenciosa de l'estat en la Gran Alemanya. Això contrastava amb els brutals mètodes frontals de la resta de la direcció nazi a Àustria, que Hitler creia que van danyar la reputació del partit a l'estranger. el març de 1938, en el decurs de l'annexió, Kaltenbrunner va ser nomenat "Secretari d'Estat per a la Seguretat a Àustria" i líder de la Secció Superior del Danubi de les SS (inicialment a Linz, més tard a Viena). Al mateix temps es va convertir en membre del Reichstag alemany.
| «                                                           | Com a Führer de les SS a Àustria, Kaltenbrunner va participar en la conspiració contra el govern de Schuschnigg. La nit de l'11 de març del 1938, després que Göring va ordenar als nazis prendre el poder del govern austríac, 500 membres de les SS sota comandament de Kaltenbrunner van rodejar la cancelleria austríaca i una unitat especial, a les ordres d'un subordinat seu, va entrar-hi mentre el líder nazi SeyB-Inquart negociava amb el president Miklas. | » |
| — El judici de Nuremberg (Das Urteil von Nürnberg), p. 190. | |   |

L'11de setembre de 1938, Heinrich Himmler el va nomenar cap superior de les SS i de la policia del Danubi, també a Viena, posant sota el seu control totes les SS i la policia dels territoris austríacs. Malgrat el seu rang com a líder del grup de les SS, Kaltenbrunner es va sentir menystingut aquí, ja que sovint se sentia invadides les seves àrees de competència per l'envejós equip de direcció de les SS dirigit pel comandant suprem (Obergruppenfuhrer) Reinhard Heydrich. El 20 de juny de 1940, Kaltenbrunner va succeir el difunt comandant (Oberführer) de les SS Otto Steinhäusl com a cap de policia a Viena. No obstant això, en realitat qui va exercir la tasca va ser el seu adjunt, Leo Gotzmann, que li va succeir oficialment en el càrrec el 6 de gener del 1941.

### Cap de l'Oficina Principal de Seguretat del Reich (RHSA)

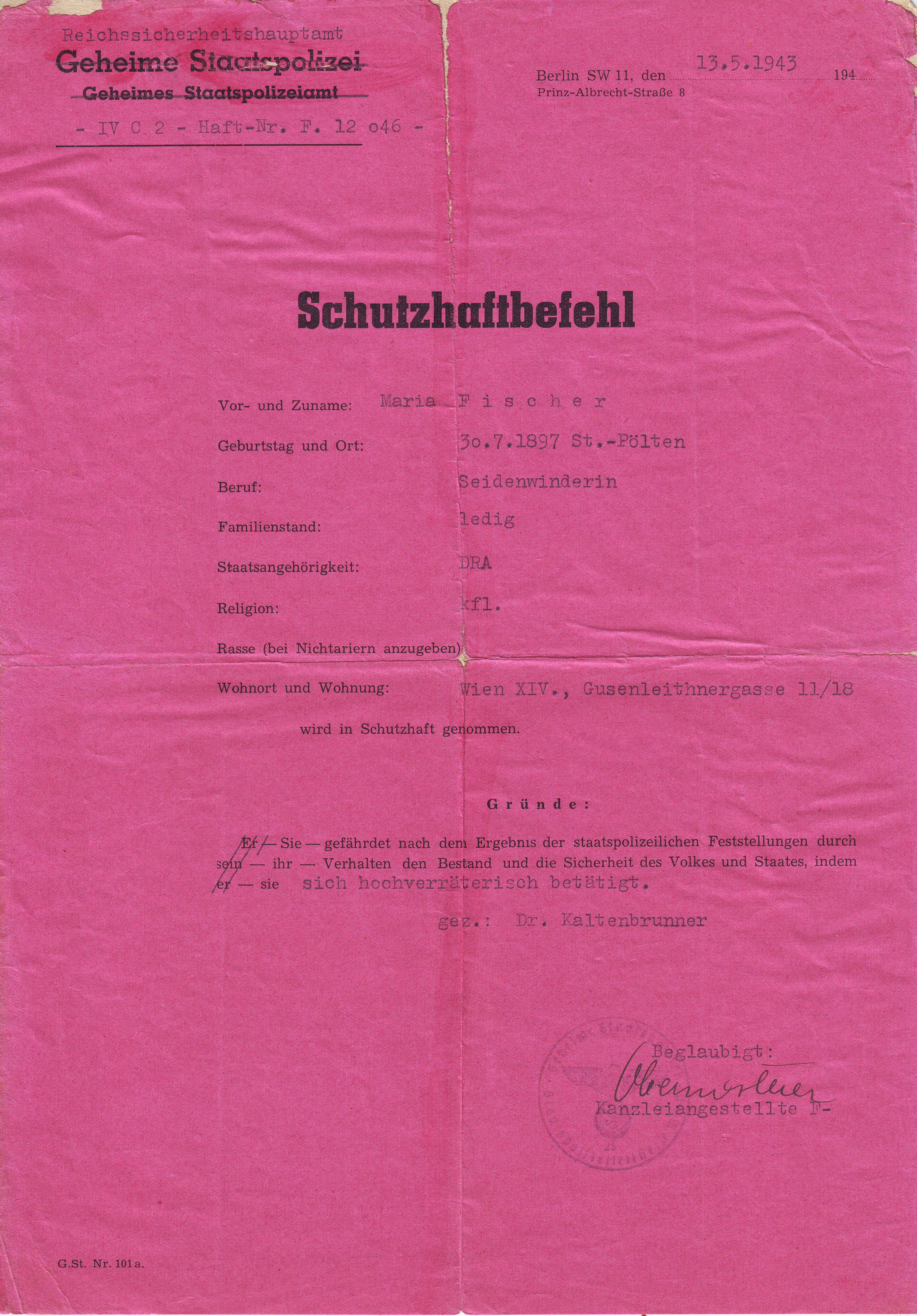
Ordre de custòdia de protecció de l'Oficina Principal de Seguretat del Reich contra Maria Fischer, 13 de maig de 1943, signat: Dr. Kaltenbrunner"

E 30 de gener de 1943, Kaltenbrunner va ser incorporat al seu nou càrrec com a cap de la policia de seguretat i SD a Berlín. Kaltenbrunner va succeir Himmler, qui, des de la mort d'Heydrich després d'un intent d'assassinat a Praga el 4 de juny de 1942, s'havia fet càrrec de la gestió de l'Oficina Principal de Seguretat del Reich (RSHA) a més de les seves altres funcions de manera interina. El juny de 1943, Kaltenbrunner va ser ascendit a comandant suprem (Obergruppenfuhrer) de les SS i general de la policia. Com a cap de la RSHA, va dirigir la famosa oficina de la Gestapo, l' Oficina de la Policia Criminal del Reich i el Servei de Seguretat (SD), que va ser responsable dels "Grups Operatius" (Einsatzgruppen) que va assassinar al voltant d'1.000.000 de persones a la rereguarda del Front Oriental al final de la guerra. També va ser president de la Interpol (IKPK) com a successor d'Heydrich.
| «                       | Com a cap de l'l'Oficina Principal de Seguretat del Reich (RSHA), Kaltenbrunner tenia potestat de decidir sobre l'entrada i l'alliberament dels camps de concentració. Les ordres d'aquesta mena solien portar la seva signatura. Ell mateix ordenava l'execució de presos […] Al final de la guerra Kaltenbrunner […] va prendre part en l'eliminació de molts d'ells a fi que d'impedir que els Aliats no els poguessin alliberar. […] Durant el temps que va ser cap de l'RSHA, va promoure un programa complet de crims de guerra i de crims contra la humanitat. […] L'RSHA va tenir un paper capital en la Solució Final de la qüestió jueva mitjançant l'extermini dels jueus" | » |
| — Verdicte, p. 191/192. | |   |

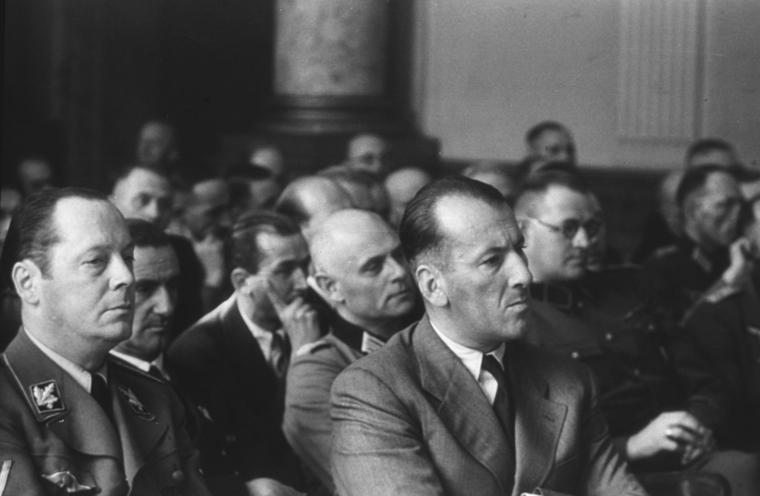
Ernst Kaltenbrunner, espectador en un Tribunal Popular nazi (1944)

Després de l'intent d'assassinat fallit de Hitler del 20 de juliol de 1944, Kaltenbrunner va aparèixer com el primer home de les SS al Bendler-Block, el quarter general dels sublevats, des d'on es va assegurar que l'assassinat dels conspiradors, dut a terme per ordres de Friedrich Fromm, s'executés immediatament. Ell i la RSHA van ser els encarregats d'arrestar i interrogar els conspiradors. Com a cap de l'Oficina Principal de Seguretat del Reich (RSHA), també va interrogar altres sospitosos i testimonis (com el cirurgià berlinès Ferdinand Sauerbruch).
El 12 de març de 1945, Kaltenbrunner va prometre a l'aleshores president del CICR, Carl Burckhardt, que els delegats del CICR tindrien accés als camps de concentració. Tanmateix, això estava subjecte a la condició que aquests delegats romanguessin als camps fins al final de la guerra. Deu delegats, entre els quals Louis Häfliger (Mauthausen), Paul Dunant (Theresienstadt) i Victor Maurer (Dachau), es van declarar preparats per a aquesta missió.

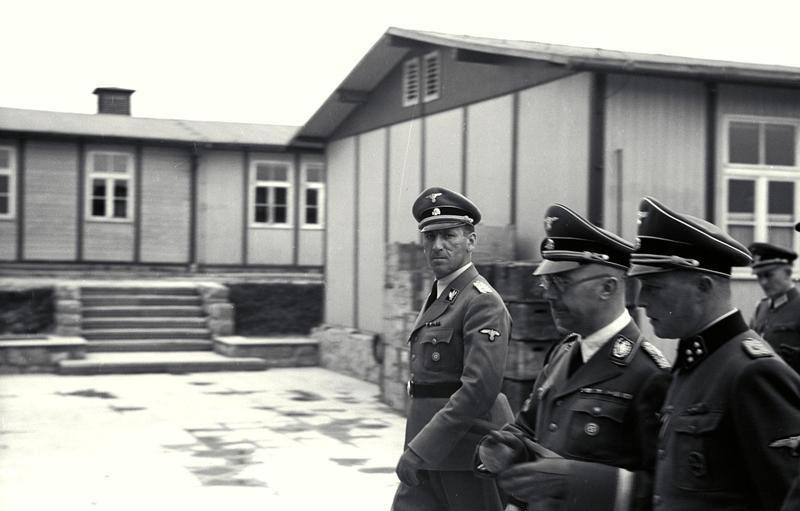
Kaltenbrunner, amb Heinrich Himmler, inspeccionant el camp d’extermini de Mauthausen. Foto del català Francesc Boix, testimoni de càrrec als judicis de Nuremberg.

### Detenció
Cap al final de la guerra, Kaltenbrunner es va atrinxerar amb alguns dels seus darrers seguidors a l'anomenada fortalesa alpina prop d'Altaussee, on s'havia d'oferir resistència fins al final i on molts nacionalsocialistes destacats havien portat tresors robats amb què poder nodrir-se en acabar t la guerra (vegeu p. Lloc de salvament de la mina de sal d'Altaussee). El 7 de maig de 1945, Kaltenbrunner va fugir al Wildenseehütte juntament amb el seu ajudant Arthur Scheidler amb l'ajuda de dos caçadors d'Altaussee. El 8 de maig de 1945 un dels caçadors va trair l'amagatall de Kaltenbrunner als estatunidencs. El 12 de maig de 1945 un grup de soldats d'infanteria del servei d'espionatge de l'exèrcit de terra dels EUA (CIC) dirigit per Robert Matteson i guiat per homes de Bad Aussee es va dirigir a una cabana de les Muntanyes Mortes, on van arrestar Kaltenbrunner i Scheidler. Tots dos tenien documents falsos que els identificaven com a metges. Però les restes de les targetes d'identificació i l'etiqueta d'identificació de Kaltenbrunner es van trobar al calaix de cendres de la xemeneia de llenya.

### Sentència a Nuremberg

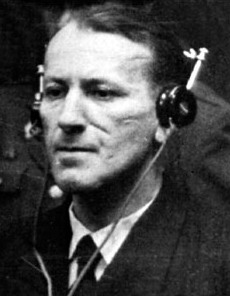
Kaltenbrunner durant els judicis de Nuremberg

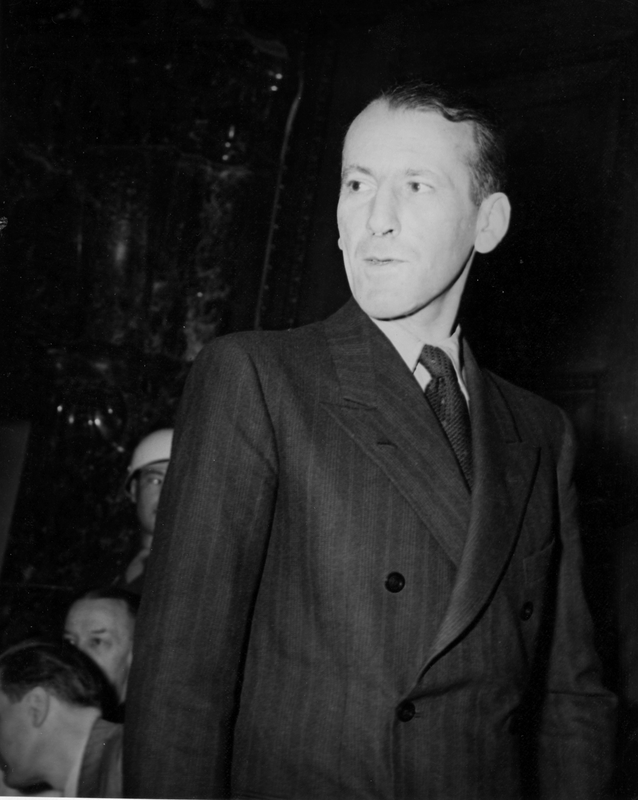
Ernst Kaltenbrunner al judici per crims de guerra de Nuremberg

Després de la seva detenció, Kaltenbrunner va ser portat primer a Anglaterra per ser interrogat i després a Nurembergon havia de ser jutjat pel Tribunal Militar Internacional (IMT). Allà va parlar de maltractaments sota custòdia anglesa i semblava un home trencat. Quan li van lliurar l'acusació (va ser acusat de crims contra la humanitat i crims de guerra), va començar a plorar. Al cap de poc, però, Kaltenbrunner es va convertir en un home que va lluitar per la seva vida per tots els mitjans.

En el decurs del judici, el psicòleg forense nord-americà Gustave M. Gilbert va observar i examinar els acusats a les seves cel·les i, després de presentar-los l'escrit d'acusació, els va demanar que escrivissin els seus pensaments com a notes als marges. Això hauria de reflectir millor el seu caràcter. La nota de Kaltenbrunner, que va ser acusat dels càrrecs 1, 3 i 4, és a dir, conspiració, crims contra la humanitat i crims de guerra generals deportació, assassinat i maltractaments, saqueig), deia:
| « | No em sento culpable de cap crim de guerra, vaig complir només amb la meva obligació com a cap de seguretat i em nego a servir de substitut de Himmler" | » |

A causa d'una hemorràgia subaracnoidea, Kaltenbrunner va ocupar el seu lloc al banc dels acusats tres dies després dels altres acusats. Juntament amb Joachim von Ribbentrop i Julius Streicher, va ser considerat pels altres nazis acusats com un dels menys populars, amb qui ningú volia tenir res a veure. L'estratègia de defensa de Kaltenbrunner consistia essencialment a negar qualsevol implicació en cap crim i a afirmar que no havia tingut res a veure amb les forces de l'ordre com la Gestapo. Era més aviat una mena d'oficial dels serveis secrets amb tasques exclusivament representatives. Si calia, fins i tot negava la seva pròpia signatura en documents incriminatoris que li va oferir el seu acusador. En la sentència del 30 de setembre i l'1 d'octubre de 1946, el Tribunal Militar Internacional de Nuremberg el va condemnar a mort a la forca. La pena va ser executada el 16 d'octubre de 1946 a les 1:38 hores a la presó judicial de Nuremberg. Onze minuts després es va certificar la seva mort. La cremació va tenir lloc al matí al crematori municipal de l'Ostfriedhof de Múnic . Les cendres van ser escampades al Wenzbach, un afluent de l'Isar.

## Actes del judici
- [Ernst Kaltenbrunner]. A:Virtual Tribunals International criminal tribunal records (1945-present), Standford (Califòrnia, EUA), Standford University.

## Pel·lícules
- Seventeen Moments of Spring (URSS 1973, amb Mikhail Sharkovsky en el paper de Kaltenbrunner).
- Secret Commando Boomerang (TV-GDR 1966, director: Helmut Kraetzig, amb Kurt Müller-Reitzner en el paper de Kaltenbrunner).
- Ein Dorf wehrt sich (llargmetratge germano-austríac de Gabriela Zerhau 2019, amb Oliver Masucci en el paper de Kaltenbrunner).
- Holocaust - The History of the Weiss Family (minisèrie de televisió nord-americana de Marvin J. Chomsky 1978, amb Hans Meyer en el paper de Kaltenbrunner).